# Фёрстер, Хейнц фон
Хейнц фон Фёрстер (нем. Heinz von Foerster; 13 ноября 1911, Вена, Австро-Венгрия — 2 октября 2002, Пескадеро, Калифорния, США) — австрийский физик, математик, один из основоположников кибернетики.
Внук архитектора Эмиля фон Фёрстера, правнук архитектора Людвига Фёрстера. Изучал физику в Венском техническом университете и Университете Бреслау, находился под влиянием Венского кружка, в особенности Людвига Витгенштейна. В 1949 году переехал в США, работал в Иллинойском университете, где основал Биологическую компьютерную лабораторию. Изучал общие кибернетические основы биологических и электронных систем.
Первооткрыватель закона гиперболического роста численности населения Земли. В 1960 году в журнале «Science» он опубликовал статью под броским названием «Судный день. Пятница 13 ноября 2026 года». По тем данным, которые имелись в его распоряжении, он вывел, что если бы человечество продолжало расти так же, как оно росло до 1958 года, то именно в этот день население Земли должно было стать бесконечным. Дальнейшие исследования подтвердили общую правильность этих парадоксальных выводов. Было показано, что гиперболический рост численности населения Земли, наблюдавшийся вплоть до 1970-х годов, объясняется действием нелинейной положительной обратной связи, которая может быть схематически описана следующим образом: технологический рост — рост потолка несущей способности земли (расширение экологической ниши) — демографический рост — больше людей — больше потенциальных изобретателей — ускорение технологического роста — ускоренный рост несущей способности земли — ещё более быстрый демографический рост — ускоренный рост числа потенциальных изобретателей — ещё более быстрый технологический рост — дальнейшее ускорение темпов роста несущей способности земли и т. п.
Автор более сотни научных публикаций, редактор пяти томов Cybernetics (1949—1953).
Хорошо знал Джона фон Неймана и Норберта Винера и общался с ними. Был женат на Мэй фон Фёрстер.